# 亜南博士
亜南 博士（あなん ひろし、1959年11月8日 - ）は、日本の元俳優、演出家。オフィスマミに所属していた。

## 人物
1990年代のテレビドラマを中心に活動。
端役としての出演が多いが、テレビ朝日系列の刑事ドラマ『はぐれ刑事純情派』では、鑑識官役で複数回出演していた。

## 出演作品

### テレビドラマ
- 月曜・女のサスペンス / 魔性のOL 苦いキスの味（1991年、テレビ東京）
- 土曜ワイド劇場（テレビ朝日）
  - 熱海芸者連続殺人事件! 未亡人探偵（1992年）
  - 離婚したい女たち（1995年）
- 法医学教室の事件ファイル 第1シリーズ 第10話「幼女に殺意が!? 女医の苦悩」（1992年、テレビ朝日） - 本城哲夫
- 火曜サスペンス劇場（日本テレビ）
  - 女弁護士 高林鮎子 第11作「能登に消えた女」（1993年） - 江崎刑事
  - 取調室 第1作「冷徹の頭脳を持つ殺人容疑者に県警本部が挑んだ十八日間!」（1994年） - 作業員
  - 警視庁鑑識班 第10作「毒殺された医師の診察メモに三つの指紋 命懸け復讐一筋の女の三年間」（2000年）
- 月曜ドラマスペシャル / 松本清張特別企画・証明（1994年、TBS）
- 大河ドラマ / 八代将軍吉宗 第36話「女難の相」（1995年、NHK） - 竹本久堅
- はぐれ刑事純情派（テレビ朝日）
  - 第9シリーズ 第22話「痴漢を殺害!? 三角関係の母娘」（1996年）
  - 第11シリーズ - 第13シリーズ（1998年 - 2000年） - 宮田鑑識官
- 電磁戦隊メガレンジャー 第26話「ホントか!? ネジレジアの最期」（1997年、テレビ朝日） - 南波博士
- 水曜シリーズドラマ / 鏡は眠らない 第2話「変身」（1997年、NHK）
- 日曜劇場 / サラリーマン金太郎 第2期 Fight11「金太郎、結婚への決断」（2000年、TBS）

### 映画
- 女帝（1995年、ケイエスエス） - 本田
- ハッシュ!（2001年、シグロ） - 逸地部長
- KT（2002年、シネカノン） - 警察庁の係官

## 演出作品
- 演劇集団 笹塚放課後クラブ「容疑者Xの献身」（2016年、ザ・ポケット） - 脚本・演出